# WJS Design
WJS Design est une entreprise britannique de développement de jeux vidéo fondée en 1989  par Wayne J. Smithson.
La carrière de Wayne Smithson en tant que programmeur freelance pour divers productions Psygnosis (en particulier la conversion du hit Blood Money sur Atari ST) lui a permis d'embaucher d'autres programmeurs et graphistes afin de créer WJS Design.
En avril 1990, l'équipe de WJS se compose de Wayne Smithson, Paul Hoggart, Kevin Oxland et Chris Warren.

## Jeux
| Titre                            | Plate-forme                        | Année |
| -------------------------------- | ---------------------------------- | ----- |
| Baal                             | Amiga, Atari ST, Commodore 64, DOS | 1989  |
| Anarchy                          | Amiga, Atari ST                    | 1990  |
| Shadow of the Beast (portage)    | Mega Drive                         | 1990  |
| Leander (portage)                | Atari ST                           | 1991  |
| Creatures (portage)              | Amiga, Atari ST                    | 1992  |
| Spell Bound                      | Amiga, Atari ST                    | 1990  |
| Ork (Infiltrator)                | Amiga, Atari ST                    | 1992  |
| Shadow of the Beast II (portage) | Mega Drive                         | 1992  |
| Beastlord                        | Amiga, Atari ST                    | 1993  |
| The Adventures of Mighty Max     | Mega Drive                         | 1994  |
| Fields of Glory (portage)        | Amiga, Amiga CD32                  | 1994  |

## À noter
Après 1994, l'équipe de Wayne Smithson a développé un dernier jeu, Attack of the Mutant Penguins, sorti en 1996 sur Jaguar, sous la bannière de Sunrise Games.